# Purwabakti
Purwabakti is een bestuurslaag in het regentschap Bogor van de provincie West-Java, Indonesië. Purwabakti telt 7121 inwoners (volkstelling 2010).